# Deim Zubeir
Deim Zubeir (arabisch ديم الزبير Daim al-Zubair) ist eine Ortschaft im Bundesstaat Western Bahr el Ghazal im Südsudan.

## Geschichte
Der Ort entstand als daim, d. h. als Siedlung rund um ein bewachtes Sklavenlager (zariba), das der Elfenbein- und Sklavenhändler al-Zubayr Rahma Anfang der 1860er Jahre gründete. Al-Zubayr ließ sich hier am Khor Uyjuku (auch Uyujuku oder Uyuku) im Gebiet der Kreish Ndogo nieder, nachdem er bei den Golo auf Widerstand gestoßen war. Strategisch günstig an den Handelsrouten in den Nordsudan gelegen, wurde Deim Zubeir zu Zubayrs Hauptquartier, von dem umfangreiche Sklavenjagden und Handelstätigkeiten bis nach Darfur und in das Kongobecken ausgingen.
Während des Mahdi-Aufstandes kam es zu einem Niedergang des Ortes.
Im Juni 1889 drangen Franzosen von Ubangi-Schari aus nach Deim Zubeir vor, um das Gebiet unter ihre Kontrolle zu bringen. Der Versuch, den Südsudan zum französischen Kolonialgebiet zu machen, scheiterte aber in der Faschoda-Krise. Der Azande-Herrscher Zemo nahm Deim Zubeir 1890 ein.
Die britische Kolonialmacht, die sich letztlich durchsetzte, stützte sich in der Region auf lokale Machthaber, wobei Volksgruppen ohne Zentralgewalt jeweils dem nächstgelegenen Herrscher unterstellt wurden. In Deim Zubeir wurden alle Bewohner entweder dem Herrscher der Kreish Ndogo, dem Sultan der Banda oder einem Azande-Sultan unterstellt. 1903–1906 war Deim Zubeir Hauptort des Western District von Bahr al-Ghazal, danach übernahm Raja diese Funktion. In den 1920er Jahren eröffneten die katholischen Verona-Patres eine Schule. Diese wurde in den 1940er Jahren mit der Schule in Raja – der einzigen weiteren Schule im Western District – vereinigt.
Im zweiten Sezessionskrieg im Südsudan 1983–2005 war Deim Zubeir für die meiste Zeit unter Kontrolle der sudanesischen Regierung. Von Juni bis Oktober 2001 konnten die SPLA-Rebellen den Ort unter ihre Kontrolle bringen.